# Anne Charlotte Leffler

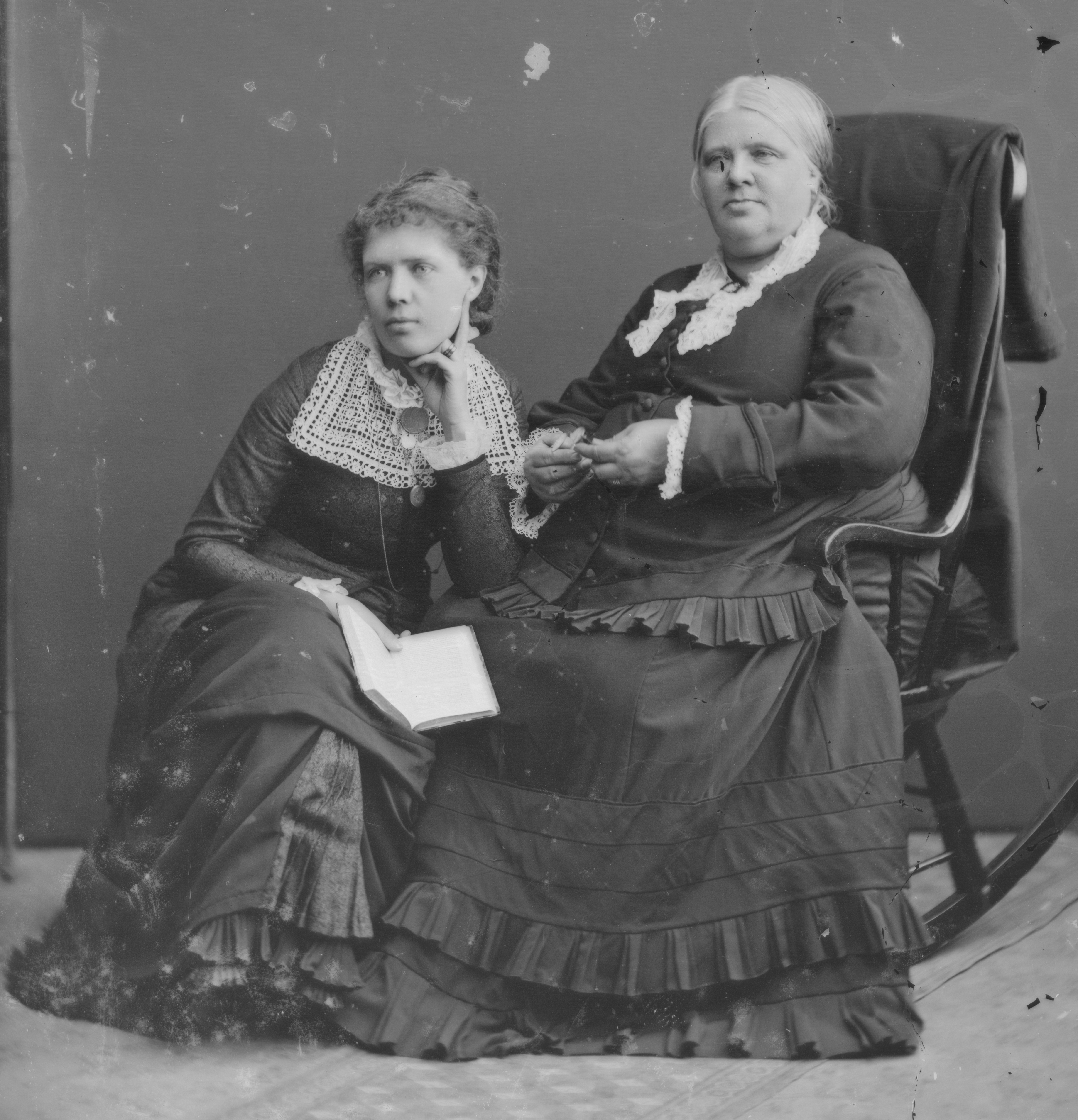
Anne Charlotte Leffler tillsammans med sin mor Gustava Mittag-Leffler.

Anne Charlotte Leffler, hertiginna av Cajanello, född 1 oktober 1849 i Stockholm, död 21 oktober 1892 i Neapel, var en svensk dramatiker och författarinna som skrev under pseudonymerna Carlot, Valfrid Ek och Alrun Leifson. I sin samtid var hon också känd som Anne Charlotte Edgren.
Leffler är i dag mest känd för sin radikala feministiska dramatik, medan hon i samtiden också var en populär prosaist. Hon debuterade 1869 med novellsamlingen Händelsevis, men nådde sitt första erkännande med pjäsen Skådespelerskan (1873). Genombrottet kom med novellsamlingen Ur lifvet I (1882). I början av 1880-talet var hon den mest spelade dramatikern i Sverige med dramer som Elfvan (1880), Sanna kvinnor (1883) och En räddande engel (1883), och räknades till de största svenska författarna. I samband med att kvinnofrågan nådde sin kulmen 1887 tappade hon i anseende och blev allt mindre populär. Under 1900-talet kom hon att anses mindre och mindre betydelsefull och var periodvis helt utelämnad i litteraturhistoriska översikter. Från 1980-talet och framåt har ett pånyttfött forskarintresse riktats mot hennes författarskap. Flera av hennes verk har utkommit i nyutgåvor och flera av hennes pjäser har spelats på olika teatrar. 2012 utkom Monica Lauritzens biografi över Leffler, Sanningens vägar, vilken nominerades till Augustpriset.
Leffler var dotter till politikern rektor Olof Leffler samt syster till matematikern Gösta Mittag-Leffler, språkvetaren Frits Läffler och ingenjören Artur Leffler. Hon var även fostersyster till Viktor Lorén. Hon var gift två gånger, första gången 1872–1889 med vice häradshövding Gustaf Edgren. Efter år av äktenskaplig disharmoni skilde sig paret efter att Leffler träffat den italienske matematikern Pasquale del Pezzo. Del Pezzo och Leffler gifte sig 1890. 1892 fick de sitt första och enda barn, sonen Gaetano. Den 21 oktober samma år avled Leffler av blindtarmsinflammation.

## Biografi

### Tidiga år
Anne Charlotte Leffler föddes den 1 oktober 1849 i Stockholm på Klara Norra Kyrkogata 6. Hon var det tredje barnet av totalt fyra. Sedan tidigare fanns bröderna Gösta (född 1846) och Frits (född 1847). 1854 föddes ytterligare en son, Artur. 1868 kom en fosterpojke till familjen, Viktor Lorén.
Hennes far Olof Leffler verkade som lärare i Klara skola. När Leffler var tolv år fick fadern anställning som rektor på Katarina västra skola på Södermalm i Stockholm, varpå familjen flyttade till Katarina skolhus, vilket kom att förbli Anne Charlotte Lefflers adress fram till dess att hon gifte sig. 1866 blev fadern riksdagsman i den nya tvåkammarriksdagen. Dottern har senare beskrivit hans politiska engagemang som tillhörande "det så kallade intelligenspartiet, en liberal center, som kanske var mer skeptisk än initiativ-gifvande". Det politiska uppdraget tillsammans med rektorstjänsten gjorde Leffler frånvarande som far. "I familjekretsen sågo vi honom ej mycket" skrev dottern. Senare skulle han drabbas av en depression, som gjorde honom arbetsoförmögen och hospitaliserad.
Modern Gustava Vihelmina, född Mittag, var enda dottern till en konservativ prost. Hon har beskrivits som överbeskyddande, glad och varm. Språkkunnig och beläst hade hon huvudansvaret för barnens uppfostran då fadern var frånvarande. Hon var också en dominant person med ett stort kontrollbehov, vilket i sin tur ledde till att barnen i allmänhet och Anne Charlotte Leffler i synnerhet blev modersbundna. Om sin uppväxt skrev Anne Charlotte Leffler: "Min barndom och första ungdom var ovanligt lycklig och harmonisk, jag kann säga, att tills jag var 20 år upplefde jag absolut ingenting, som kunde kallas för en slitning, en konflikt". Monica Lauritzen, som författat Lefflerbiografin Sanningens vägar, menar dock att denna beskrivning är tillrättalagd av Leffler själv. I stället, menar Lauritzen, kände sig Leffler under sin barndom både underlägsen, blyg och plågad över att behöva gå på barnbaler.
Till en början gick Leffler i en privatskola. I trettonårsåldern kom hon till Wallinska skolan, grundad av biskop Johan Olof Wallin. Där utmärkte hon sig som en duktig elev, men kände sig också hämmad av samhället, som inte gav utrymme för utbildning åt kvinnor. Studiekamrater har också beskrivit henne som "mycket plikttrogen, men ändå munter; hjärteglad åt kamraternas framgång och utan allt öfvermod när hon haft någon egen; alltid jämn, öppen, ärlig, enkel, vänfast och godlynt". Leffler tillbringade ofta somrarna hos sin morfar, som var prost i Fogelås nära Hjo. Religionen kom att bli central under hennes uppväxt och hon läste som konfirmand för Johannes Rothlieb, vilken kom att utöva stort inflytande på henne. Detta märks inte minst i den opublicerade berättelsen En dröm från 1866. Hon konfirmerades pingsten 1866. Senare kom hon att bli aktiv som söndagsskollärare.
Redan i sexårsåldern visade Leffler intresse för skrivandet och föräldrarna uppmuntrade detta intresse. I ett brev till Ellen Key skrev modern att dottern författade små berättelser "hvilka alla fingo ett tragiskt slut". Med tiden kom skrivandet att bli hennes huvudintresse. Lefflers debutroman Forssätra prestgård började skrivas runt 1867 och omnämns i brev till vännen Thecla Sköldberg sommaren samma år. Hon kom att skriva på romanen i flera år. I augusti 1868 hade hon renskrivit en första version med hjälp av sin mor och brodern Frits. Hon vågade nu också tala högt om sina framtidsplaner på att bli författare. I september samma år fick Sköldberg läsa romanen, som dock inte föll henne i smaken. Även brodern Gösta Mittag-Leffler var kritisk. Arbetet med Forssätra prestgård avbröts därefter av att fadern bestämde sig för att förlägga en utgåva av tre av sin dotters berättelser. Resultatet blev novellsamlingen Händelsevis, vilken utkom hösten 1869 under pseudonymen Carlot. Totalt trycktes 500 exemplar av debutverket, som gavs ut på Hæggströms förlag. Boken mottogs förhållandevis väl. Aftonbladets Anders Flodman skrev att författaren "icke saknar iakttagelseförmåga och en viss talang i framställningen". Efter Händelsevis fortsatte Leffler sitt arbete med Forssätra prestgård, som hon dock aldrig kom att färdigställa.
Leffler träffade under sent 1860-tal sin blivande make, vice häradshövding Gustaf Edgren. Den 3 maj 1870 noterade Leffler i sin dagbok att han hade friat och den 16 november 1872 gifte de sig i parets våning vid Mosebacketorg. Maken kom från ett förmöget hem och har beskrivits som despotisk och som en man som hade föga till övers för hennes författarplaner. Efter att ha läst debuten Händelsevis dömde han ut henne och sade att hon saknade anlag för skrivande. Han kom att bli ett hinder för hennes författarskap och Leffler kom därför att skriva mycket lite under förlovningstiden. 1871 kom dock pjäsen En sammansvärjning och 1872 pjäsen Födelsedagsgåfvan, vilka dock aldrig uppförts offentligt.

### 1873–1876: Framgång och motgång
Lefflers första större erkännande som författare kom med 1873 års drama Skådespelerskan. Hon skrev pjäsen under två veckor i början av året och den uppfördes första gången på Kungliga Dramatiska Teatern i Stockholm den 18 december samma år med flera stora skådespelare i rollerna, däribland Elise Hwasser. Efter att pjäsen spelats klart under urpremiären ropade publiken att de ville träffa författaren. Teaterpersonalen förklarade då att man inte visste vem som hade skrivit den. Pjäsen skrevs nämligen anonymt eftersom Leffler ville skydda makens karriär som ämbetsman, som ansågs kunna komma till skada om hustruns identitet skulle uppdagas.

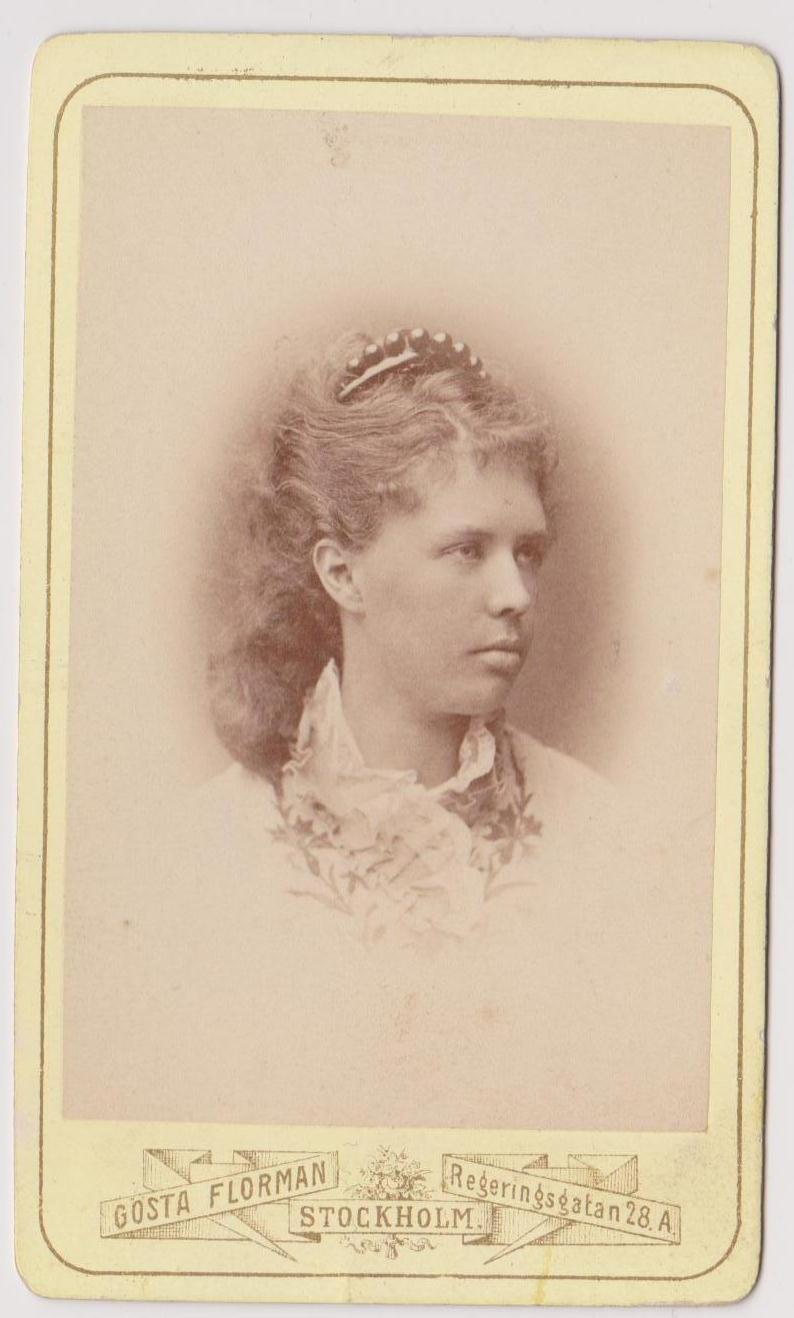
Ann Charlotte Leffler, fotografi taget 1876.

Pjäsen föll inte bara teaterpubliken i smaken utan även pressen. Flera recensenter berömde Lefflers karaktärsteckning, däribland hennes tidigare modersmålslärare Anders Flodman, som skrev för Aftonbladet. Även August Strindberg, som skrev för Dagens Nyheter, lät meddela att han fann stycket förtjusande och att texten vittnade om "ganska skarp blick i mennisko- i synnerhet qvinnohjertats hemligheter". Pjäsen spelades omkring fem gånger så många gånger än vad som var normalt på Dramaten, och genererade betydande inkomster åt Leffler.
Efter att ha färdigställt Skådespelerskan försökte Leffler dramatisera Charles Reades roman Peg Woffington. Brodern Frits Läffler lämnade manuskriptet till Dramaten i augusti, men detta refuseras med motiveringen att det alltför mycket liknade Skådespelerskan. Hon skrev också novellen Lifvets och dödens engel, men även den refuseras av Ny Illustrerad Tidning, där hon försökte få den publicerad. Efter dessa motgångar vände lyckan när hon, efter en uppmaning från bästa vännen Thecla Sköldberg, skrev komedin Under toffeln (1874), vilken färdigställdes på två förmiddagar och renskrevs på tre. Pjäsen skickades anonymt in till Dramaten som antog den. Olof Wijkander, teaterchefen, önskade dock göra några små ändringar i manuset.
Inspirerad av arbetet med Under toffeln började Leffler att skissera på sitt nästa verk, Pastorsadjunkten, genom vilket hon hoppades åstadkomma något av "verkligt värde". Efter bearbetning skickade hon in pjäsen till Kungliga Dramatiska Teatern den 27 mars 1875. Samtidigt började hon allt mer gå på teater, vilket gjorde intryck på hennes egen karriär som dramatiker. Under ett av dessa besök såg hon Bjørnstjerne Bjørnsons Ett handelshus, som enligt Leffler uppvisade stora likheter med pjäsen Arfvingarna som hon vid samma tid skrev på. Lefflers pjäs, som hade arbetstitlarna En familj och Den gyllene kalfven blev aldrig fullbordad.
Leffler hade från början tänkt sig att Under toffeln och Pastorsadjunkten skulle sättas upp tillsammans, men så blev inte fallet. I stället sattes Under toffeln upp den 13 mars 1876 på Dramaten efter att ha försenats av problem med att finna rätt skådespelare. Pjäsen mottogs svalt såväl bland teaterpublik som recensenter. Leffler lät sig dock inte nedslås av detta utan hoppades i stället på succé med Pastorsadjunkten. Eftersom denna hade försenats på grund av sjukdom ombads hon av Wijkander att skriva en ny pjäs, med löftet om att denna skulle spelas om den färdigställdes i rätt tid. På elva dagar skrev Leffler därför Till bråddjupets rand, som trots Wijkanders löfte av okänd anledning förblev ospelad. Den 29 september samma år hade Pastorsadjunkten premiär. Pjäsen blev dock inte den succé som Leffler hade hoppats på utan fick i stället genomgående kritik i pressen. Kritiken tog hårt på Leffler som kände sig "helt tillintetgjord".

### 1876–1879: Minskat skrivande
Trots besvikelsen efter kritikernas svala mottagande av pjäsen Pastorsadjunkten fortsatte Leffler sitt skrivande, dock i minskad omfattning. Drygt en månad efter premiären påbörjade hon berättelsen En koja och ett hjärta. I ett brev till vännen Thecla Sköldberg förklarade Leffler att berättelsen skulle ingå i en novellsamling med titeln Studier ur lifvet av Carlot. Leffler hade nu övergett dramatiken till förmån för novellformatet, i vilket hon menade att författaren hade "större frihet än i dramat". Hon började samtidigt alltmer känna sig fången i en "kvinnorbur" och kallade sig själv "en rebell emot mitt kön". Detta blev också temat i hennes nästkommande novell, Runa, som skrevs 1877 och publicerades i Ny Illustrerad Tidning sommaren 1878.
Snart började dock Leffler återigen att snegla mot dramatiken och påbörjade ett historiskt drama med titeln Ebba Brahe, vilket aldrig fullbordades. I stället började hon att dramatisera Runa, som då fick den nya titeln Elfvan. I mars 1879 lämnade hon sin pjäs till Kungliga Dramatiska Teatern, som till en början antog den. Efter en omarbetning av tredje akten refuseras emellertid pjäsen då teatern ansåg att de inte hade någon skådespelare som kunde göra den rättvisa. Leffler försökte senare hos den nystartade Nya Teatern och där kom pjäsen att sättas upp 1880.
Samtidigt som arbetet pågick med att få Elfvan uppsatt förändrades Lefflers bostadssituation. Den 1 oktober 1879, samma dag som hon fyllde 30 år, flyttade hon och maken från Mosebacketorg till Kammakargatan 73. Orsaken var att maken Edgren fått hjärtproblem och därför av läkare blivit rådd att undvika trappor och branta backar. Paret kom endast att bo i lägenheten i ett år och flyttade därefter till Westra Humlegårdsgatan 14. Det var närheten till naturen som lockade paret att flytta en andra gång på kort tid.
Mot slutet av 1870-talet började Leffler att ägna sig åt måleri, vilket kom att inkräkta på hennes skrivande. 1877 började hon ta ritlektioner för professor August Malmström i dennes ateljé på Näckströmsgatan. Malmström fann henne duktig och flyttade senare upp henne i den klass som fick "teckna efter levande modell". Hösten 1879 började hon ta lektioner för Mårten Eskil Winge, även han professor. Under sin utbildning lärde hon känna bland andra Anders Zorn. Leffler kom dock aldrig att bli professionell utan måleriet kom i stället att bli något som fyllde ut svackorna i hennes skrivande. Måleriet stärkte dock hennes konstnärliga register och självförtroende. Genom att träna målerikonstens bildseende utvecklade hon sitt skrivande genom att förfina förmågan att urskilja detaljer och nyanser i miljöer och hos människor.
Leffler hade under flera år haft problem i äktenskapet med Edgren. Maken var impotent och därför levde makarna i barnlöshet och deras äktenskap bibehöll karaktären av en långvarig förlovning (med andra ord hade de inte sexuellt umgänge). Barnlösheten gjorde att litteraturen fick en allt mer betydande roll i hennes liv. Mot slutet av 1870-talet befann sig Leffler i en mognadsprocess, där hon fokuserade sin litterära verksamhet, utvecklade sin kreativitet och stärkte sin identitet som intellektuell, skrivande kvinna. Trots att Edgren aldrig uppmuntrat Lefflers skrivande så fann han sig i hennes självständighet.
| ”                 | Det i detta och flere bref omtalade "lyckliga äktenskapet" var allt igenom missförstånd, beroende deraf att Modren (jag, G W Leffler) ej kände till rätta förhållandet, det neml att det aldrig var ett verkligt äktenskap. – De så kallade makarne lefde dock under samma tak och vid samma bord som goda vänner, trots det, att han aldrig förstod henne och hennes litterära begåfning och intressen. | „ |
| – Gustava Leffler | |   |

### 1880–1881: Ny Illustrerad Tidning

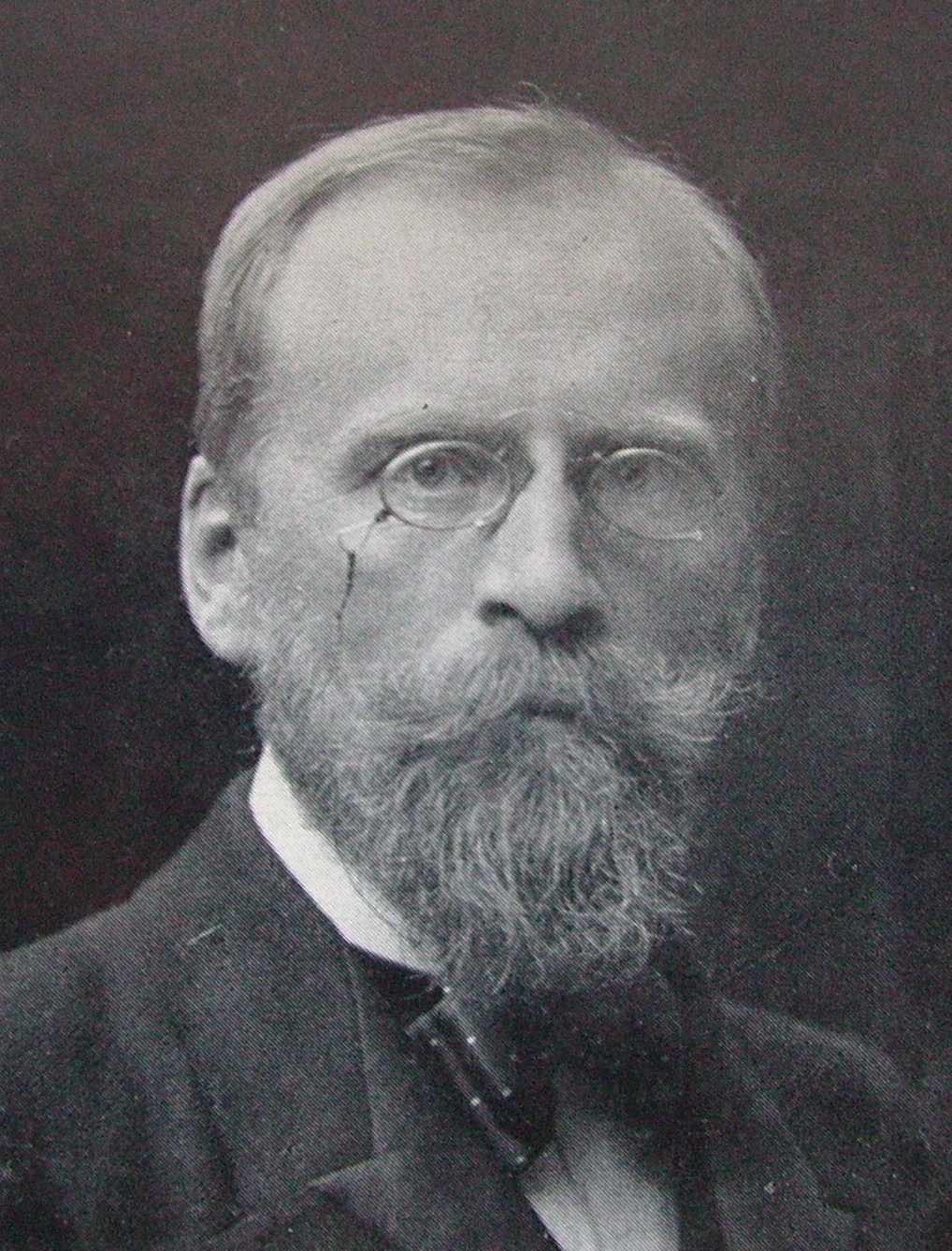
Ernst Beckman, chefredaktör och vän till Leffler.

Kring nyår 1880 tillträdde Ernst Beckman, vän till Leffler, på posten som chefredaktör för Ny Illustrerad Tidning. Händelsen kom att få en avgörande effekt på Lefflers utveckling som författare då tidningen blev ett forum där hon kunde publicera sina skönlitterära verk. Hon började även att skriva teaterkritik och artiklar för tidningen. Hennes första uppgift blev att skriva en längre artikel om den tyske socialistledaren Ferdinand Lassalle. I januari 1880 publiceras texten i fyra delar och såldes även till tidningar utomlands. I mars samma år hade hon färdigställt novellen En stor man, i vilken huvudpersonen byggde på Henning Hamilton. Hon fick även novellen En triumf publicerad i Finsk Tidskrift. Året efter publicerades novellerna I doktorns familj och Sesam öppna dig! i Ny Illustrerad Tidning.
Samtidigt började Leffler skriva teaterkritik på inrådan av Beckman. Den första artikeln av detta slag publicerades i januari 1880 med titeln Från teatern och kommenterade Elise Hwassers och Gustaf Fredrikssons rolltolkningar i en aktuell uppsättning av Henrik Ibsens Ett dockhem. Hon kommenterade senare även uppsättningar av bland andra Émile Augiers Fru Caverlet och Johann Wolfgang von Goethes Faust.
Efter att Leffler misslyckats med att få sin pjäs Elfvan uppsatt på Dramaten försökte hon i stället med den nystartade Nya Teatern. Pjäsen antogs och den 11 september 1880 ägde urpremiären rum. Elfvan mottogs med förtjusning hos publiken och hade efter en månad spelats elva gånger och kom att spelas ännu längre, vilket var ovanligt på Nya Teatern. Pjäsen fick ett blandat mottagande i pressen.

### 1882–1883: Genombrott och kontrovers
I maj 1882 utkom novellsamlingen Ur lifvet I, vilken kom att bli Lefflers genombrott hos såväl kritiker som publik. Ur lifvet var den första av Lefflers böcker att ges ut under eget namn och innehöll sammanlagt sju noveller, av vilka tre var tidigare opublicerade. Ellen Key skrev i sin biografi över Leffler att med Ur lifvet "fick svenska litteraturen en på en gång ny och stor författarinna". Lefflers avsikt med sitt verk var att skapa något nytt och modernt som var grundat på hennes egna "fullt själfständiga och reflekterade iakttagelser ur lifvet själft". Hon befann sig också i ett politiskt-ideologiskt sökande där hon intog en något "diffus politisk position till vänster". Hon var också ytterst intresserad av "kvinno-emancipationens stora idé".
Litterärt tog hon också intryck av ideologiska strömningar i samhället. Särskilt läste hon Émile Zola, där hon i synnerhet fann dennes uppmaning till författare att inte anpassa sig efter tidens smak intressant. Hon medgav dock att detta inte var lätt. I Ur lifvet var hon tvungen att balansera sin konstnärliga vilja mot en social hänsyn till att de ämnen hon skrev om var alltför känsliga då de var tagna direkt "ur lifvet".
Sommaren 1882 befann sig Leffler på Smådalarö tillsammans med föräldrarna och brodern Frits. Hon nåddes där av beskedet att Ur lifvet sålt mycket bra. Förstaupplagan på 1 500 exemplar var nästan slutsåld och en ny upplaga planerades att ges ut till jul. Efter ytterligare resor under sommaren, bland annat till Danmark, återvände Leffler till Stockholm under hösten. Väl där möttes hon av beskedet att Ur lifvet skulle översättas till flera språk och att recensionerna var rörande överens om hon positionerat sig som en modern författare. Efter julkommersen var även den andra upplagan av boken slutsåld.
| ”           | Året 1883 är i många afseenden en vändpunkt i A. Ch. Lefflers utvecklingshistoria. Den medför i flera fall en ökad klarhet för henne själf.... hon får gång efter annan anledning att för sig själf precisera sin egen etiska och litterära ståndpunkt, genom att nödgas klargöra den för andra. | „ |
| – Ellen Key | |   |

Under våren 1883 var Leffler inriktad på sin nästa novellsamling. Hon kom att bli erbjuden mycket bra villkor i jämförelse med många andra samtida författare. Leffler hade vissa betänkligheter kring urvalet av noveller till samlingen. Novellen Aurore Bunge, som hon först tänkt skulle ingå i Ur lifvet I, men som hon valde bort på grund av dess kontroversiella innehåll, hade hon nu samlat mod till att ta med. Hon inkluderade också bland andra novellen I krig med samhället som hon ansåg gjorde samlingen än betydelsefullare och gjorde att hon kunde leva upp till de högt ställda förväntningarna på henne. I maj utkom Ur lifvet II.

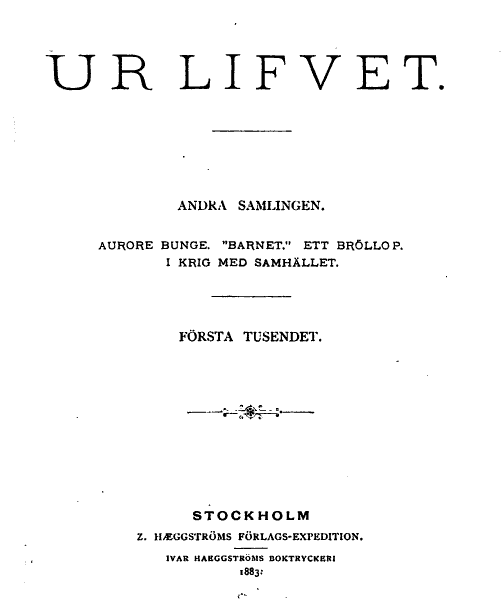
Försättsblad till den första upplagan av novellsamlingen Ur lifvet II.

Ur lifvet II väckte starka känslor hos läsare och kritikerkår och den senare polemiserades i två läger, för och emot. Till motståndarna sällade sig Aftonbladet, vars recensent väntade med att publicera sin kritiska anmälan till hösten eftersom denne inte velat förstöra sommaren för läsarna. Även Svenska Akademiens ständige sekreterare, Carl David af Wirsén, var kritisk. Den novell som väckte störst uppmärksamhet var Aurore Bunge, vilken skildrade en ung kvinnas sexualitet på ett för tiden mycket öppet sätt. Ur lifvet II möttes också av beröm, bland andra från Karl Warburg, Gustaf af Geijerstam och signaturen Robinson. Bland annat berömdes hennes framställningsförmåga och djärvhet. Ellen Key gick ännu längre och kallade Ur lifvet II den "fullkomligaste novellsamling vårt lands litteratur eger".
Samtidigt som debatten kring Ur lifvet II pågick var Leffler också aktuell med pjäsen Sanna kvinnor. Hon hade skrivit pjäsen redan i början av 1883 och skickat den till Kungliga Dramatiska Teatern, som direkt antagit den. Den 15 oktober hade pjäsen premiär och som förpjäs spelades pjäsen En räddande engel, en enaktare som Leffler dramatiserat utifrån sin egen novell En bal i societeten. Sanna kvinnor, som diskuterade gifta kvinnors rätt till egendom, mottogs med jubel av publiken och som en följd av pjäsens kontroversiella ämne förbjöd många män sina hustrur att se den. Kritikerkåren var som tidigare delad i två läger. Sanna kvinnor beskylldes av konservativare kritiker för att vara ett tendensstycke. En räddande engel kom att spelas på teatern under flera år.
Innan året var slut utkom även Ur lifvet III. Antalet noveller uppgick denna gång endast till två stycken: Kvinnlighet och erotik och Gusten får pastoratet. I Kvinnlighet och erotik behandlade Leffler erotikens förhållande till den "modärna kvinno-emancipationen". Ur lifvet III mottogs väl och båda novellerna berömdes, bland annat av Warburg, Key och i tidningen Finsk Tidskrift. Den konservative Wirsén var dock kritisk till novellen Kvinnlighet och erotik, men förklarade inte närmare varför han tyckte så.

### 1884–1886: Nya intryck och fortsatt framgång
År 1884 tillbringade Leffler till stor del på resande fot i Europa. Syftet var dels att knyta litterära kontakter utanför Sverige för att underlätta utgivningen av hennes böcker i andra länder, dels att studera socialismen. Hon reste till Danmark och Tyskland, där hon bland andra träffade författaren Carl Snoilsky och politikern Georg von Vollmar. Hon tog särskilt intryck av Vollmars socialistiska tankeströmningar. Via Belgien hamnade hon i London. Tiden där kom att utöva mycket stort inflytande på hennes utveckling som författare då hon insöp det religiösa och politiska klimatet och den radikala idévärld som genomsyrade detta. Hon fascinerades också av den intensiva och öppna debatt som fördes i dagspress och tidskrifter. Under sin vistelse kom hon också i kontakt med bland andra Oscar Wilde och Karl Marx' dotter Eleanor Marx Aveling. Via Paris reste hon senare tillbaka till Tyskland och därefter genom Danmark tillbaka till Sverige. Resan kom att bli särskilt lyckosam när det kom till att träffa människor som delade hennes samhällsengagemang.
Den 16 juli 1884 avled Anne Charlotte Lefflers far Olof Leffler. Hon befann sig vid tidpunkten för detta i Tyskland med maken Edgren och när hon fick höra om faderns död reste hon till Stockholm. Avskedet var odramatiskt och i sin dagbok skrev Leffler "Inne hos P., som var sig lik, såg lugn och fridfull ut".
År 1885 kom att bli ett produktivt år för Leffler. Hon var med och grundade tidskriften Revy i litterära och sociala frågor där hon också medverkade som skribent. Hon lät även publicera flera reseskildringar, dels i nämnda Revy, dels i Aftonbladet och Stockholms Dagblad. Utöver detta var hon med och startade den litterära gruppen Svältringen tillsammans med bland andra Sonja Kovalevski, Ellen Key och Alfhild Agrell samt lanserade ett nytt kvinnomode, den så kallade reformdräkten, vilken ansågs vara ett friare sätt för kvinnor att klä sig. Dräkten blev framförallt populär bland Stockholms intellektuella kvinnor under 1880-talet. Därtill blev hon som första kvinna invald i Publicistklubben. Samtliga dessa saker bidrog till att stärka Lefflers popularitet som författare.

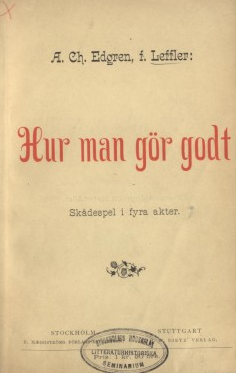
Försättsblad till Hur man gör godt 1885

Under år 1884 hade Leffler arbetat med det socialistiska dramat Hur man gör godt och lämnat in det till Kungliga Dramatiska Teatern. I februari 1885 refuserades manuset på grund av dess kontroversiella innehåll, vilket utlöste en debatt i pressen. I maj utkom pjäsen i bokform och sattes upp i Bergen och Helsingfors. I Sverige sattes pjäsen upp första gången i september på Stora Teatern i Göteborg och i november hade den Stockholmspremiär på Nya Teatern. Hur man gör godt kom att etablera Leffler som en ledande författare inom den yngre radikala litteraturen. Dramat diskuterades intensivt i tidningsvärlden och möttes av mestadels goda recensioner. Det som vållade mest debatt var pjäsens idéinnehåll, där kritikerna delades i två läger där vissa ansåg pjäsen vara modern och djärv medan andra såg den som en socialistisk tidningsartikel. Pjäsen blev en publikframgång.
Samtidigt som Leffler gladdes åt sina litterära framgångar kände hon sig ensam och utlämnad i det privata. Hon hade under flera år haft äktenskapliga bekymmer och betraktade maken Gustaf Edgren som en fullkomlig främling. Samtidigt hade hennes bästa vänner Thecla Sköldberg och Julia Kjellberg på grund av giftermål flyttat utomlands och var därför inte heller Leffler behjälpliga när det kom till sällskapslivet. Lefflers ensamhet förstärktes ytterligare av att hennes fosterbror Viktor Lorén, som hon stått nära, begick självmord i december 1885. Som ett resultat av ensamheten kom Leffler att inleda en kontakt med dansken Adam Hauch, en kontakt som till en början var vänskaplig men som senare kom att utvecklas till en förälskelse. Kärleken kom att besvaras av Hauch, som precis som Leffler var gift, men kom aldrig att resultera i en intim relation trots att Edgren var medveten om Lefflers kärlek till Hauch och sade "det är synd att Ni båda inte råkats tidigare. Ni äro som skapade för hvarandra."
Hauch kom att få stå modell för huvudpersonen Rolf Falk i Lefflers nästa roman, 1886 års En sommarsaga (som utgjorde fjärde bandet av Ur lifvet). Romanen var ett inlägg i den då aktuella debatten om äktenskap, sexualmoral och kvinnans ställning. Den tog även ställning för användandet av preventivmedel. När den utkom i juni möttes den av blandade recensioner. Till de kritiska rösterna hörde förutom konservativa anmälare även mer frisinnade som Karl Warburg, som befarade att romanen skulle vara del i en utveckling som skulle leda till "fruktansvärda omgestaltningar" av familjelivet. Andra anmälare var mycket positiva till romanen, däribland Ellen Key och Gustaf af Geijerstam.
År 1886 skrev Leffler dramat Hvem var räddast?, som hon lämnade in till Dramaten på hösten samma år. Pjäsen kom dock att refuseras eftersom teaterledningen ansåg den vara ett "tillfällighetsstycke". Hvem var räddast? publicerades 1908 i tidskriften Ord och Bild under pseudonymen Valfrid Ek. Pjäsens huvudpersoner Valfrid och Ella bygger på Leffler och Sonja Kovalevski.

### 1887: Minskad popularitet
| ”                        | 1887 har varit ett ganska bittert skuffelsens år i många afseenden. | „ |
| – Anne Charlotte Leffler |                                                                     |   |

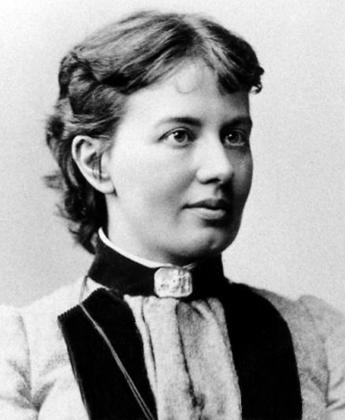
Sonja Kovalevski, vän och författarkompanjon till Leffler.

Efter flera års popularitet kom år 1887 att bli det år då Leffler detroniserades från sin position som aktad författare i Sverige. Huvudanledningen var att debatten i den så kallade kvinnofrågan nådde sin kulmen 1887 och därefter klingade av. Hon fick utstå kritik från många olika håll, inte minst från personer som tidigare varit hennes bundsförvanter. Bland annat kritiserades hon av Gustaf af Geijerstam, som tidigare hyllat Lefflers författarskap, men som nu diskuterade detta med många förbehåll, både i press och på föreläsningar. Leffler angreps också av Stella Kleve (pseudonym för Mathilda Malling), som menade att Lefflers feministiska tema spelat ut sin roll och varnade för att "männen skulle bli arga" om hon fortsatte.
Trots motgångarna påbörjade Leffler ett nytt romanprojekt samma år, Utomkring äktenskapet. Projektet kom dock att läggas på is då Leffler i stället inledde ett litterärt samarbete med den närstående vännen Sofia Kovalevskaja (smeknamn Sonja Kovalevsky). Idén var att skapa ett dubbeldrama där första delen skulle skildra hur det var och den andra hur det kunde ha varit. Kovalevsky stod för idéinnehållet medan Leffler var den som komponerade pjäsen. Slutresultatet blev Kampen för lyckan (1887), en pjäs som behandlade såväl äktenskapet som arbetarnas rätt till arbete. Pjäsen kom dock inte att bli den framgång som Leffler och Kovalevsky hade hoppats på. I stället fick den utstå omfattande kritik i pressen när den utgavs i bokform i december 1887. Inte minst hade recensenterna synpunkter på att pjäsens båda delar inte hängde ihop. Själva idén att skriva ett dubbeldrama ansågs också som för experimentell. Vidare kritiserades Leffler för att hon använde den reformerade stavning som bland annat förordades av hennes bror Frits Läffler. Kampen för lyckan refuserades senare av Kungliga Dramatiska Teatern.

### 1888–1892: De sista åren
| ”                                                                                      | Aldrig mer i lifvet skall jag väl uppleva något så fullkomligt som denna tid varit. | „ |
| – Anne Charlotte Leffler om sina två första veckor tillsammans med Pasquale del Pezzo. |                                                                                     |   |

Som en följd av den litterära motgången i Sverige reste Leffler i januari 1888 till Italien. Väl där skrev hon flera reseskildringar, vilka publicerades i Stockholms Dagblad. I maj samma år träffade hon Pasquale del Pezzo i Neapel och förälskelse uppstod. Del Pezzo var hertig av Cajanello och professor i matematik vid Neapels universitet. Leffler och del Pezzo bestämde sig snart för att gifta sig. Dessa planer mottogs dock inte väl hos hans familj givetvis främst för att hon redan var gift men också för att hon var protestant.
I början av år 1889 berättade Leffler för maken Gustaf Edgren om förälskelsen och i mars samma år vann skilsmässan laga kraft i Sverige. Edgren mottog beskedet med sorgsenhet, men skrev samtidigt i ett brev till Leffler att han önskade att hon fann en make som skulle göra henne verkligt lycklig. Skilsmässor godtogs dock inte av den katolska kyrkan (däremot kunde äktenskap nullifieras, det vill säga ogiltigförklaras). Enda möjligheten för del Pezzo och Leffler att gifta sig var att det bevisades att Leffler var oskuld, vilket tvingade Edgren till att skriva ett brev där han intygade att han var impotent och att samlag aldrig hade ägt rum mellan makarna. Efter en lång process lät den katolska kyrkan uppta Leffler som medlem. Den 7 maj 1890 gifte sig Leffler och del Pezzo borgerligt på Capitolium i Rom och den 21 maj 1890 vigde sig paret kyrkligt på samma ort. Den kyrkliga vigseln hölls i hemlighet eftersom alla papper ännu inte var klara.
Litterärt hade Leffler under denna period skrivit pjäsen Den kärleken! (1888), som hon utan framgång försökt få uppsatt på Kungliga Dramatiska Teatern. Pjäsen kom istället att ha urpremiär först två år senare i Göteborg. Hon hade också tillsammans med del Pezzo översatt dramat Sanna kvinnor till italienska, vilken kom att spelas i Turin i januari 1889 och därefter på turné. Leffler planerade dessutom att ge ut en ny novellsamling som var tänkt att revanschera henne för fiaskot med Kampen för lyckan. Resultatet blev samlingen Ur lifvet III:II, vilken rubricerades som en fortsättning på Ur lifvet III från 1883. Samlingen publicerades i olika versioner, den första i november 1889. Mottagandet i pressen var övervägande negativt och Leffler framhölls som en pessimistisk författare, vilket inte ansågs ligga i tiden. Aftonbladet och Handelstidningen var dock positivt inställda och menade att samlingen tillhörde det främsta som Leffler skrivit. Trots de negativa recensionerna sålde samlingen bra.
I juni 1890 utkom romanen Kvinnlighet och erotik II, vilken baserades på Lefflers eget möte med del Pezzo och var en fortsättning på Kvinnlighet och erotik från 1883. Lefflers familj motsatte sig en utgivning eftersom man ansåg innehållet ligga alltför nära hennes privatliv. Efter viss omarbetning beslutade hon ändå att publicera romanen. När den kom ut möttes den av omfattande kritik, vilket gjorde att Leffler utgav en efterskrift till den danska utgåvan där hon försvarade sig. Hon avfärdade bestämt att boken baserades på hennes egna erfarenheter. Vidare slog hon tillbaka mot kritiken att hon svikit sin uppgift som kvinnosakskvinna och skrev också att de som fann berättelsen anstötlig "bara var konventionella".

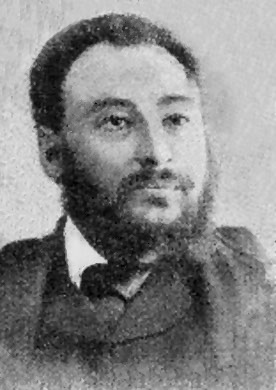
Pasquale del Pezzo, Lefflers andra make.

Efter giftermålet begav sig paret på en bröllopsresa genom Europa, vilken bland annat tog dem till Sverige. Under sin vistelse där hamnade paret i Göteborg, där Leffler var aktuell med en uppsättning av Den kärleken!, som hon skrivit två år tidigare. Pjäsen var till skillnad från de flesta av Lefflers övriga dramatiska produktioner en komedi, en genre som hon under det följande året skulle komma att ägna sig mer åt. Leffler var inte bara författare till pjäsen utan regisserande den också eftersom hon inte var nöjd med hur den ursprunglige regissören tolkat den för scenen. Pjäsen kom att bli hennes första och enda regiuppdrag, och under hösten spelades den på turné runtom i Sverige samt i Köpenhamn. Pjäsen fick ett kritiskt mottagande i pressen som anklagade Leffler för att svikit kvinnosaksfrågan och att driva med de åsikter hon tidigare stått upp för.
I december 1890 återvände Leffler och del Pezzo till Italien. I anslutning till avresan hade Leffler skrivit pjäsen Familjelycka, vilken ifrågasatte kärnfamiljen som ett lyckans tempel. På avresan från Sverige skrev hon ytterligare ett drama, enaktaren Moster Malvina, vilket var tänkt att uppföras tillsammans med Familjelycka. Så blev emellertid inte fallet utan Familjelycka sattes i stället upp med ett italienskt medeltidsdrama (inte skrivet av Leffler), med urpremiär den 20 mars 1891 på Kungliga Dramatiska Teatern. Pjäsen fick ett blandat mottagande i pressen. Moster Malvina hade urpremiär på Dagmarteatern i Köpenhamn 1891. Den kärleken!, Familjelycka och Moster Malvina skulle senare utges i bokform under namnet Tre komedier (1891).
I början av 1891 drabbades Leffler av två sorgebud. Efter att ha varit gravid i tredje månaden fick hon missfall den 15 februari. Samtidigt nåddes hon av bud om att vännen och medförfattaren till dramat Kampen för lyckan (1887) Sonja Kovalevski avlidit i Stockholm den 10 februari. Händelserna ledde till en kris hos Leffler, som dock snart kom att leda vidare till en litterär kreativitet. Hon började genast att skriva en fortsättning på Kovalevskis självbiografiska roman om systrarna Rajevski. Under arbetets gång hamnade hon dock i konflikt med brodern Gösta Mittag-Leffler och vännen Ellen Key, som båda hade synpunkter på hur romanen skulle utformas. På Keys inrådan övergavs senare romanformatet och i stället omvandlades manuskriptet till en biografi, vilken utkom i maj 1892. Biografin mottog blandande recensioner i pressen.
Vid sidan om sitt arbete med Kovalevski-biografin hade Leffler arbetat med flera andra litterära projekt. Hon hade återigen tagit upp arbetet med romanen Trång horisont, vilken hon påbörjat flera år tidigare. Hon skrev även sagospelet Sanningens vägar, vilket skickades in till Kungliga Operan i Stockholm, som dock refuserade pjäsen. Hon fick även novellen När il signor duca besöker sin landtegendom publicerad i Nornans kalender. Berättelsen hade självbiografiska drag och fungerade som ett brev hem till Sverige. I berättelsen lät hon meddela att hon var gravid i tredje månaden. Under graviditeten fortsatte hon att skriva och under hösten 1891 färdigställdes novellen Resa utrikes. Hon skrev även en artikel om den norske dramatikern Henrik Ibsen, vilken publicerades i Italien, Norge och Danmark, redigerade Kovalevskis efterlämnade manuskript Vera Vorontzoff samt skrev ytterligare noveller. En del av denna produktion skulle komma att ges ut som det sjätte bandet i serien Ur lifvet (1892).
Den 7 juni 1892 födde Leffler en son. Han döptes till Gaetano, men kallades också för Gösta efter Lefflers bror Gösta Mittag-Leffler. I ett brev till honom den 16 oktober 1892 avslöjade Leffler att hon var gravid igen, en graviditet som dock aldrig skulle komma att fullbordas.

### Död och efterspel

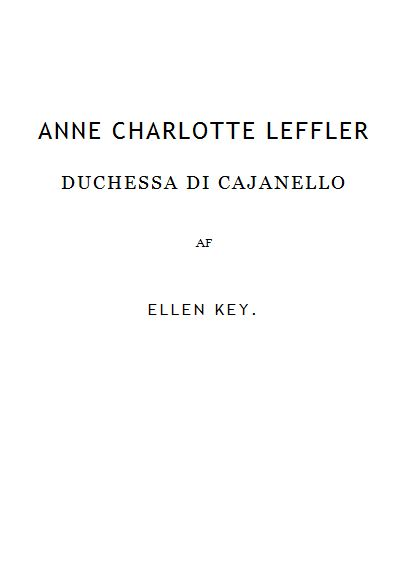
Försättsblad till Ellen Keys biografi över Anne Charlotte Leffler (1893).

I oktober 1892 besvärades Leffler av kraftiga magsmärtor. Hon insjuknade och vårdades av sin man och tre läkare. Efter fem dagars sjukdom avled hon runt klockan 16.00 den 21 oktober 1892 i blindtarmsinflammation, något hon sannolikt ådragit sig av de magbesvär som plågat henne genom hela hennes liv. Vid hennes dödsbädd närvarade maken och vid tidpunkten för hennes insomnande lade Leffler sitt huvud mot makens hand.
Hennes död mottogs med bestörtning inom familjen. I pressen var reaktionerna på hennes död blandade. I Göteborgs-Posten framhölls Leffler som en sanningssägare, men tidningen skrev även att hon hade en "kall blick". I Göteborgs Handels- och Sjöfartstidning skrev Karl Warburg att han beklagade "förlusten af en bland de främsta och djärfvaste krafterna inom vår skönlitteratur". I Dagens Nyheter och Sydsvenska Dagbladet framhölls att Leffler än hade mycket kvar att ge som författare. I tidskriften Dagny anmäldes två kritiska porträtt av Leffler som båda hade gemensamt att de var negativa till Lefflers kvinnosyn. Även i Italien uttryckte flera skribenter sin sorg över Lefflers bortgång.
Efter hennes död utgavs 1893 Efterlämnade skrifter (två band, det förra innehållande bland annat Sanningens vägar, det senare utgörande sjätte bandet av Ur lifvet). Flera av hennes arbeten finns översatta till norska, danska, finska, ryska, tyska, engelska, nederländska, italienska och franska.
År 1893 utgav Ellen Key i egenskap av vän en biografi, Anne Charlotte Leffler. Duchessa di Cajanello. Några biografiska meddelanden. Lefflers verk fortsatte att utkomma i nyutgåvor och översättningar fram till 1920-talet för att därefter ebba ut. Dramaten satte 1918 upp Sanna kvinnor och 1921 En räddande engel, båda i regi av Karl Hedberg. 1922 utgavs ett slags självbiografisk sammanställning av Lefflers efterlämnade brev. Sammanställningen gjordes av Jane Gernandt och Ingeborg Essén på uppdrag av Lefflers bror Gösta Mittag-Leffler. Därefter var det mer eller mindre tyst kring Leffler under flera decennier, undantaget några enstaka artiklar i tidskrifter, samlingen Ur livet från 1950 samt Britt Lohses avhandling Anne Charlotte Edgrens genombrott: bakgrunden och novellsamlingen Ur livet I från 1956.
Det minskade intresset för Leffler återspeglades även i förekomsten av hennes namn i litteraturhistoriska översiktsverk. I Karl Warburgs Sveriges litteratur under realismens och efterhumanismens samt naturalismens tid (1916) framhölls Leffler ännu som en av de främsta författarna i sin generation och ägnades drygt tio sidor. I 1930- och 1940-talens litteraturöversikter, bland annat Gunnar Castréns Illustrerad svensk litteraturhistoria från 1932, ägnades Leffler allt mindre utrymme och fick se sig omsprungen av Victoria Benedictsson, som den kvinnliga författare som ansågs vara störst av åttiotalisterna. I Gunnar Brandells Ny illustrerad svensk litteraturhistoria (1957) och Svensk litteratur 1870–1970 (1974) ägnades Leffler dock desto mer utrymme, medan hon inte över huvud taget fanns representerad i Lennart Breitholtz' Epoker och diktare (1972) och Marie Louise Ramnefalks och Anna Westbergs Kvinnornas litteraturhistoria (1981). Under slutet av 1970- och början av 1980-talen började det moderna genombrottets litteratur allt mer tolkas ur ett litteratursociologiskt och feministiskt perspektiv, vilket ledde till ett pånyttfött intresse för Lefflers författarskap. Det ökade intresset för Leffler från 1980-talet och framåt syns även i flera avhandlingar och vetenskapliga artiklar som behandlar hennes liv och diktning. Bland dessa kan nämnas Maj Sylvans avhandling Anne Charlotte Leffler: en kvinna finner sin väg från 1984 och Mona Lagerströms avhandling Dramatisk teknik och könsideologi: Anne Charlotte Lefflers tidiga kärleks- och äktenskapsdramatik från 1999.
Lefflers liv och verk har även varit föremål för film och TV-teateruppsättningar. År 1974 gjorde TV-teatern en uppmärksammad tolkning av Sanna kvinnor i regi av Stig Ossian Ericson, se Sanna kvinnor (1974). 1983 gjordes en dramafilm om Sonja Kovalevskis och Lefflers liv, Berget på månens baksida. Filmen regisserades av Lennart Hjulström och Gunilla Nyroos, som spelade Kovalevski, belönades 1985 med en Guldbagge för sina skådespelarinsatser. 1988 spelades Sanna kvinnor på nytt på Dramaten, i regi av Gunnel Lindblom. Pjäsen filmatiserades för TV och sändes 1991, se Sanna kvinnor (1991). Leffler porträtterades 1994 i TV-filmen Fritänkaren – filmen om Strindberg, där hon spelades av Berit Bornecrantz.
Med start 2007 lanserade Dramaten, Stockholms Stadsteater och Riksteatern kvinnliga författare från 1880-talet, vilket bland annat resulterade i att Lefflers pjäser Skådespelerskan, Elfvan, Sanna kvinnor och Familjelycka sattes upp. Senare har även Sanningens vägar spelats. Flera verk av verk har också kommit i nyutgåvor på bland andra Rosenlarv Förlag och Bokförlaget Atlas. 2010 utgavs romanen Den kärleken av Tove Leffler, en släkting till Anne Charlotte Leffler, vilken löst byggde på Anne Charlotte Lefflers liv och gärningar. 2012 utgavs boken Sanningens vägar av Monica Lauritzen, en omfattande biografi över Leffler som också nominerades till Augustpriset. 2013 utkom boken Att skapa en framtid, i vilken flera forskare behandlar Lefflers liv och gärning. Boken innehåller även det utkast till en självbiografi som Leffler påbörjade. 2014 sattes Moster Malvina upp på Intima teatern i Stockholm. Pjäsen regisserades då av Mathias Lafolie och i rollen som moster Malvina sågs Anita Wall.

## Litterära verk
Leffler skrev under sin författarkarriär såväl dramatik som prosa. Hon skrev till skillnad från många andra författare ingen lyrik (två dikter återfinns i novellen Aurore Bunge respektive romanen En sommarsaga, men dessa är skrivna av hennes bror Frits Läffler). Under sin samtid rönte hon framgångar både som dramatiker och prosaist, medan hon i dag är ihågkommen främst för sin radikala feministiska dramatik, främst den från 1880-talet.
Leffler var en del av den rörelse som brukar betecknas som åttiotalisterna. Hon brukar också räknas som den ledande kvinnan i det moderna genombrottet då hon bidrog till att kvinnor blev en del av det litterära klimatet i Sverige. I början av 1880-talet var hon den mest spelade dramatikern i Sverige och räknades till en av de största svenska författarna. Hon hade framförallt sina framgångar på Kungliga Dramatiska Teatern, vilket var den mest prestigefyllda scenen i Sverige. Hon spelades också i de nordiska grannländerna, Tyskland och Italien.

### Dramatik

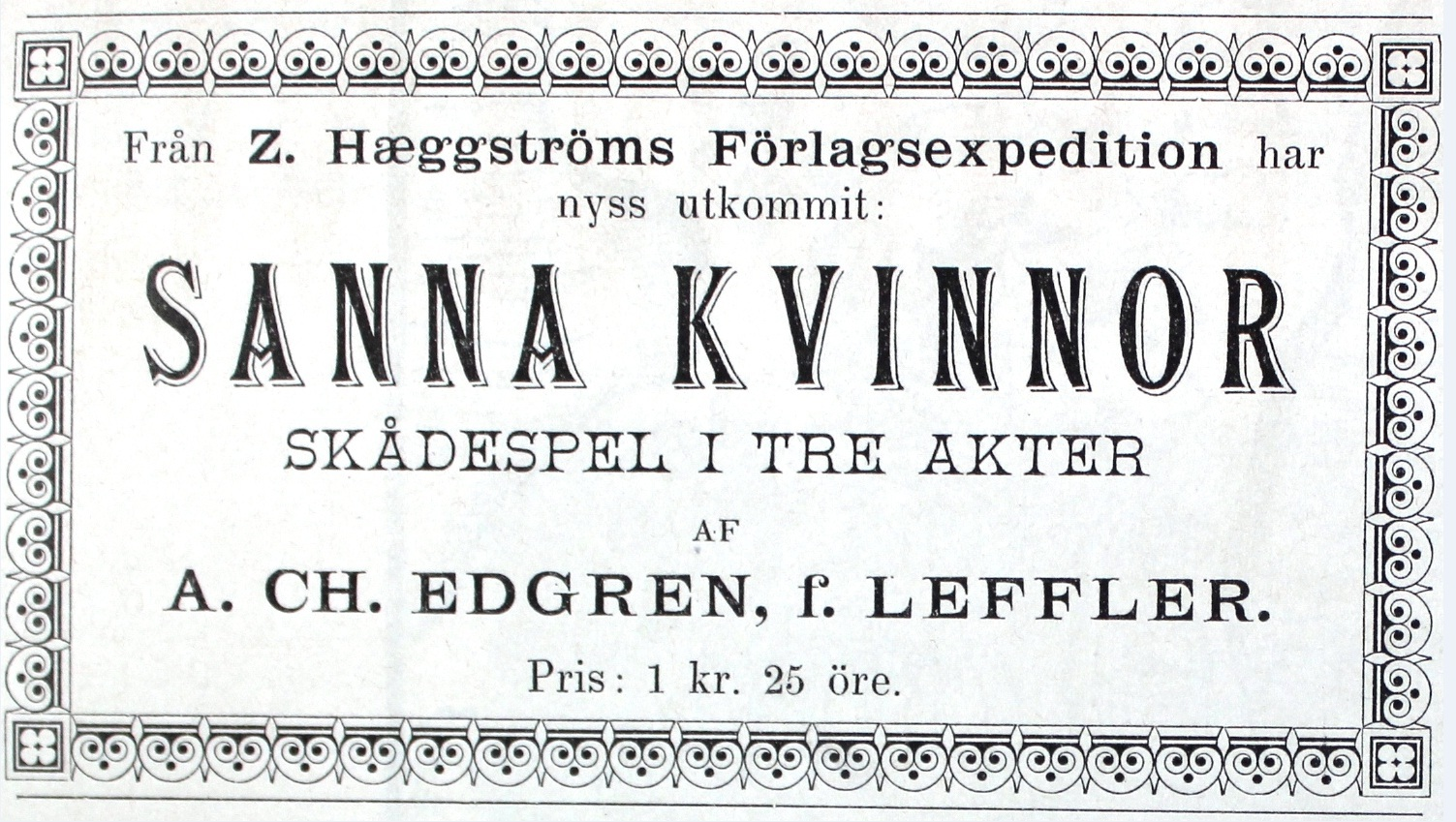
En annons för bokversionen av Sanna kvinnor i Ny Illustrerad Tidning den 23 oktober 1883.

Lefflers dramatiska produktion omfattar trettiotalet verk. Av dessa är elva publicerade i bokform (1876–1893). Drygt femtontal outgivna pjäser finns bevarade. En del av dessa är ofullbordade, medan andra återfinns i sin helhet. En av de outgivna pjäserna, En räddande engel, kom att bli en av Lefflers mest spelade och uppfördes inte mindre än 83 gånger på Kungliga Dramatiska Teatern mellan åren 1883 och 1888. Pjäsen Hvem var räddast? skrevs 1886, men publicerades först 1908 i tidskriften Ord och Bild under pseudonymen Valfrid Ek.
Flera av Lefflers pjäser fick stor uppmärksamhet för de naturliga dialogerna och det utmanande idéinnehållet. Leffler hade ambitionen att förmedla en sann bild av verkligheten med sina pjäser och ville förnya dramatiken både form- och innehållsmässigt för att på ett trovärdigare sätt kunna spegla samtiden. Leffler ansåg att det målet med det moderna skådespelet var att verka för tendenser, det vill säga att framföra ett idéinnehåll.
| ”                        | Det är dramats uppgift, mer än någon annan konstforms, att vara modernt, det vill säga att behandla samtidens brännande frågor. | „ |
| – Anne Charlotte Leffler | |   |

Lefflers första kända dramatiska verk är Herren kallar (skrivet någon gång under 1860-talet) och Einar Lasson från (1869). Under tidigt 1870-tal skrevs dramerna En sammansvärjning (1871) och Födelsedagsgåfvan (1872), vilka uppfördes i ett slutet sällskap under 1873. De har dock aldrig uppförts offentligt.
I Lefflers första offentligt uppsatta drama Skådespelerskan (1873) var det karaktärsskildringarna och de inre konflikterna som drev dramat framåt dramaturgiskt. Genom verket visade Leffler prov på en modern litteratursyn som tydligt distanserade sig mot andra dramer i samtiden, där intrigen kännetecknades av snårighet. Skådespelerskan följdes upp av komedin Under toffeln (1874). Pjäsen kan ses som ett svar på Bjørnstjerne Bjørnsons drama De nygifta (1865), där Leffler till skillnad från Bjørnson kritiserade den patriarkala familjen. Pjäsen uppmärksammade, liksom föregångaren Skådespelerskan, unga ogifta kvinnors situation. Leffler var till en början avogt inställd till komedigenren som hon menade var en lägre stående dramatisk form. När hon trots denna syn prövade på genren i Under toffeln ville hon införa mänskliga karaktärer och gestalta allmängiltiga konflikter.
Leffler ansåg att de moderna dramat kännetecknades av karaktärsutveckling hos såväl huvud- som biroller genom fortlöpande dialog mellan dessa. Hon motsatte sig att skriva dramer som endast bestod av en serie händelser. I pjäsen En räddande engel (1883) bröt Leffler med detta den klassiska dramaturgins krav på handling. I stället byggde handlingen på ett uppvisande av exempel på mänskliga situationer, vilket mer liknade ett collage av bilder, ett slags tableaux vivants.
År 1887 skrev Leffler dubbeldramat Kampen för lyckan tillsammans med vännen Sonja Kovalevski, där den första delen skildrade hur det var och den andra hur det kunde ha varit. Genom sin ovanliga form var dramat modernt och framåtblickande. Leffler menade att dramat som genre släpade efter romanen i sin formmässiga utveckling och var tvunget att förändras "om det inte ska bli stående som en relik från en död konstform". I dramat användes även en modifierad stavning, vilket var ytterligare bevis på Lefflers modernitet. Varken nystavningen eller det dramatiska experimentet mottogs väl bland kritikerna.
Mot slutet av 1880-talet började Leffler återigen att skriva komedier. 1888 skrevs Den kärleken! och två år senare Familjelycka och Moster Malvina. Dessa tre utgavs senare i samlingen Tre komedier (1891). I de tre pjäserna utnyttjade Leffler satir och humor för att förstärka samhällskritiken. Som anledning till att Leffler återvände till komedigenren brukar nämnas att Victoria Benedictsson nyligen gjort succé med två komedier på Kungliga Dramatiska Teatern och att Leffler då inspirerats att försöka göra detsamma. Under sitt sista levnadsår skrev hon även ett sagospel (Sanningens vägar). I detta pendlade hon mellan saga och realism.
Bland de ofullbordade verken finns även dramer som spänner över andra genrer än de som publicerats. I Ebba Brahe försökte sig Leffler på att skriva ett historiskt drama. Mot slutet av 1870-talet avsåg hon, inspirerad av nihilismen, att skriva tragedin Nihilisterna.

### Prosa

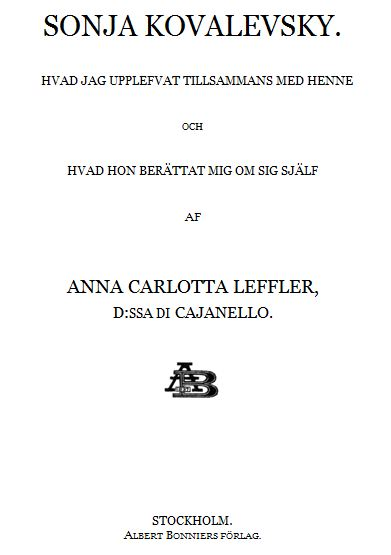
Försättsblad till Lefflers biografi över vännen Sonja Kovalevsky.

Lefflers prosa utgörs till största del av noveller. De flesta av dessa finns publicerade i serien Ur lifvet, vilken utgavs i sex delar mellan åren 1882 och 1893. Utöver detta finns över 300 sidor dagboksanteckningar bevarade. Till det kommer även ett okänt antal brev. Hon skrev också en del sakprosa, vilken publicerades i olika tidskrifter och tidningar. Vad gäller sakprosan rörde sig främst om reseskildringar från hennes många resor i Europa, men också recensioner och personporträtt.
I sitt tidiga författarskap hade Leffler ingen intention om att skriva romaner då hon menade att dramat var ett överlägset format att uttrycka samhällsfrågor i. I början av 1880-talet övergav hon dock denna uppfattning då hon menade att den moderna romanen gjorde det möjligt att teckna psykologiska analyser av karaktärerna på ett sätt som dramat inte gjorde. Leffler skrev endast två fullbordade romaner: Kvinnlighet och erotik (publicerad i två delar 1883 och 1990) och En sommarsaga (1886). Utöver detta skrev hon de ofullbordade romanerna Forssätra prestgård (1869), Utomkring äktenskapet (ett kapitel publicerat i en tidskrift 1888) och Trång horisont, vilken hon arbetade med ända fram till sin död.
Leffler arbetade i sina romaner och noveller ofta med dialoginslag. Pauser, tvekljud och brutna meningar hos de kvinnliga protagonisterna fick ofta gestalta en osäkerhet, villrådighet och brist på kontroll. Vidare kännetecknas hennes verk av en utförlig beskrivning av ansiktsuttryck som tillsammans med position och gestik ges en metaforisk betydelse. Leffler utmärkte sig även som en observant iakttagare av den näraliggande och självupplevda verkligheten.
Lefflers prosa syftade, precis som hennes dramatik, till att vara människostudier ur verkligheten där hon skildrade verkliga problem som människor ställs inför. Leffler själv använde uttrycket "Människorna äro mina problem" för att beskriva sitt litterära fokus. Detta fokus kom till uttryck bland annat i genombrottsverket Ur lifvet I samt efterföljaren Ur lifvet II, i vilka Leffler gestaltade kvinnors möjlighet till självförverkligan inom ramen för äktenskapet. I romanerna En sommarsaga och Kvinnlighet och erotik (1890) fördjupade Leffler dessa tankegångar.

## Debatt

### Kvinnofrågan
Lefflers intresse för kvinno- och könsrollsfrågor började då hon var i sjuttonårsåldern, vilket bland annat kom till uttryck i brev hon skickade till brodern Gösta Mittag-Leffler. I Skådespelerskan (1873) kritiserade Leffler kvinnans underordning i den borgerliga familjen genom att skildra en ung kvinnlig skådespelare som slits mellan familjeliv och självförverkligan. Detta grundmotiv mottogs väl när pjäsen hade urpremiär, mycket tack vare att den populära skådespelaren Elise Hwasser spelade huvudrollen.
I Lefflers genombrottsverk Ur lifvet I (1882) diskuterade hon kvinnans möjlighet till självförverkligan inom äktenskapet. Leffler såg det som kvinnans uppgift att förverkliga sig själv och novellerna i samlingen visar exempel både när så sker och vice versa. Samlingen gillades av kritikerna, även de konservativare, vilket var något som Leffler uttryckte besvikelse över: "litet mer förargelse kunde boken gerna ha väkt!". Samlingen vann dock litterär genklang och gav upphov till en diskussion kring vad manlighet borde innebära.
Framgången med Ur lifvet I ledde till att Leffler i sin nästa samling Ur lifvet II (1883) vågade publicera den kontroversiella novellen Aurore Bunge, i vilken Leffler kritiserade sociteten som hon ansåg vara dekadent och depraverad. Novellen skildrade även ett erotiskt möte mellan en ogift man och kvinna, vilket vållade stor uppståndelse. Kritikerkåren polariserades i två läger: för och emot. Leffler tog illa vid sig av kritiken men skrev:
| ”                        | En kvinna har samma rättighet som en man att säga sin samtid sanningen. Läte man afhålla sig af hänsyn till sin s.k. kvinlighet, att säga, hvad man känner sig kallad att säga, så vore man icke värd att läsas. | „ |
| – Anne Charlotte Leffler | |   |

I novellen Kvinnlighet och erotik (i Ur lifvet III 1883) diskuterade Leffler "det erotiskas förhållande till den modärna kvinnoemancipationen, dvs. till kvinnans intelektuella utveckling". Novellen utlöste en debatt i pressen där kvinnans roll inom äktenskapet debatterades häftigt. En räddande engel (1883) kan ses som ett ifrågasättande av balen som lämplig väg in i äktenskapet. Den är i förlängningen också en kritik av konventioner för unga kvinnor. Genom detta blev pjäsen en inlaga i den pågående debatten om äktenskapet och kvinnans ställning i samhället.
I Lefflers mest kända drama Sanna kvinnor (1883) skildrade hon gifta kvinnors rätt till egendom. Sanna kvinnor beskylldes av konservativare kritiker för att vara ett tendensstycke. Även från förkämpar för kvinnosaksfrågan blev Leffler bemött med skepsis. Key menade dock att Leffler genom Sanna kvinnor gjort mer för att påverka opinionen för den gifta kvinnans äganderätt än den föreningen som länge verkat för samma sak. Sanna kvinnor kom att bli ett av 1880-talets mest diskuterade och uppförda dramer.
Med romanen En sommarsaga (1886) fördjupade Leffler sin position i den så kallade äktenskapsfrågan. Hon sällade sig även till den skara som var positivt inställd till användandet av preventivmedel.
Ingeborg Nordin Hennel menar att Lefflers skildring av kvinnors situation skiljer sig åt mellan hennes tidiga och sena författarskap. Under 1880-talets första hälft skildrade hon kvinnlighet som brist och förlust. I senare alster, med början i En sommarsaga (1886), omprövade hon detta fokus och kom i stället att skildra kvinnlighet som en möjlighet.

### Socialismen
Under 1880-talets början kom Leffler i kontakt med socialismen. Efter en resa genom Europa, där hon på djupet tog del av samtidens idédebatt, publicerade hon 1885 dramat Hur man gör godt. Dramat var kraftigt influerat av de socialistiska idéerna och refuserades av Kungliga Dramatiska Teatern med hänvisning till arbetarfrågans känslighet. I pjäsen kontrasteras en ytlig, välmående överklass mot en arbetsklass i misär. Verket väckte stor debatt och kritikerkåren polemiserades i två läger: för och emot. De socialistiska idéerna var även framträdande i dubbeldrammat Kampen för lyckan (1887).
Leffler berörde även socialismen i sina artiklar. Under tiden i London (1884) skickade hon hem en rad artiklar vilka berörde olika aspekter av staden. I några av dessa kritiserade hon Londons klassklyftor och skildrade arbetarklassens elände. Aftonbladet, som först tillfrågades att publicera artiklarna, refuserade dessa med hänvisning till att läsarna inte skulle må bra av att uppröras så nära inpå giftasprocessen.

## Litterära förebilder

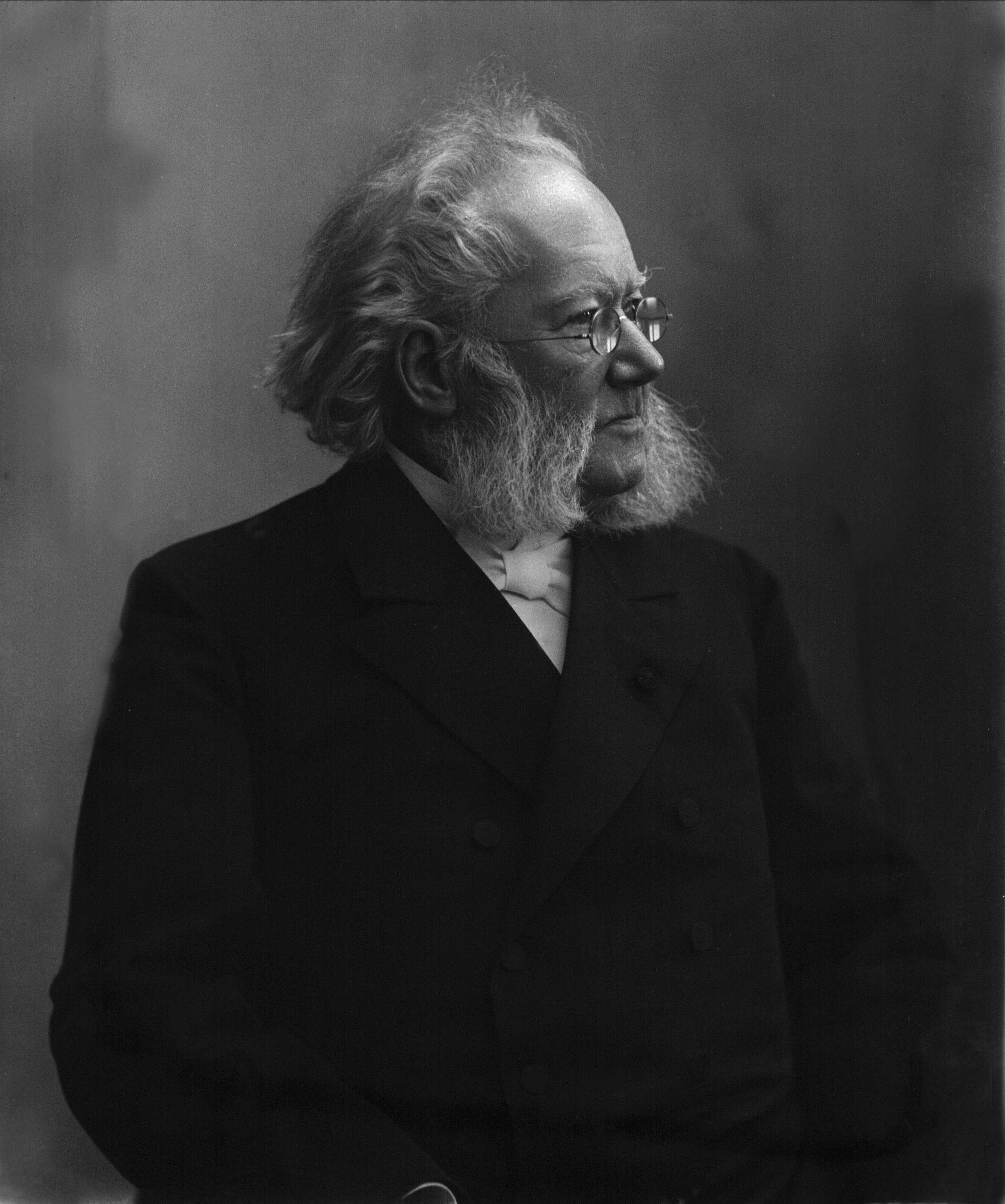
Henrik Ibsen, tillsammans med Bjørnstjerne Bjørnson och Georg Brandes Lefflers största litterära förebild.

Under uppväxttiden kom Anne Charlotte Leffler i kontakt med Viktor Rydbergs litteratur och i synnerhet verket Bibelns lära om Kristus (1862), vilket gjorde stort intryck på Leffler som då var i tonåren. Hon kom liksom sin bror senare att ha nära kontakt med Rydberg. Utöver Rydberg utgjorde två kvinnliga författare inspirationskällor för Leffler, Fredrika Bremer och Emelie Flygare Carlén.
Då Leffler var i tjugoårsåldern öppnade hon sig allt mer för litterära impulser från olika håll. I sina efterlämnade brev skrev hon dock inget om att hon skulle ha någon särskild litterär förebild. Hon uttryckte däremot sin beundran för flera författare: nämnda Rydberg, Zacharias Topelius och Johan Ludvig Runeberg. Ännu mer intryck tycks två numera relativt bortglömda kvinnliga författare ha gjort på henne: Josefina Wettergrund (pseudonymen Lea) och Sara Pfeiffer (pseudonymen Sylvia).
Ännu viktigare impulser kom dock från Norge. I slutet av 1860-talet läste Leffler flera verk av Bjørnstjerne Bjørnson och Henrik Ibsen och uttryckte stor beundran för dem. Forskarna är oense om i vilken utsträckning dessa två har inspirerat Leffler. Under 1920- och 1930-talen sågs Lefflers författarskap som helt beroende av Ibsens medan senare forskning allt mer kommit att revidera den uppfattningen. Leffler anklagades, likt många andra kvinnliga författare under det moderna genombrottet, för att plagiera Ibsen. Senare forskning talar i stället om att Lefflers verk ska ses som svar på Ibsens idéer där hon vidareutvecklar dennes tankar ur andra förståelseperspektiv. Ett exempel på detta är novellen Tvifvel, vilken är ett svar på Ibsens drama Brand.
| ”                        | Förklaringen till att de lägger sig så nära de norska dramerna som de gör, bör därför inte sökas i en brist på egna idéer, utan snarare i en genomtänkt taktik i syfte att göra sin stämma hörd och ge sin version av femininitet ur ett kvinnligt perspektiv. | „ |
| – Ingeborg Nordin Hennel | |   |

Bjørnson, den andre av Lefflers utnämnda favoriter, anses också ha präglat hennes författarskap. Även här råder oenighet i vilken utsträckning. Henrik Schück föreslog under 1900-talets början att Bjørnsons De nygifta hade stort inflytande på Lefflers dramer, framförallt de som skrevs under 1870-talet. Senare forskning betraktar dock Lefflers dramatik, precis som i fallet med Ibsen, som ett svar på Bjørnsons. Som exempel framhålls att i Bjørnsons dramatik är kvinnorna underordnade männen, medan så inte är fallet i Lefflers.
En tredje litterär förebild var dansken Georg Brandes. 1873 läste hon första delen av hans Hovedstrømninger där hon tog fasta på hans tankar om den moderna litteraturen och i synnerhet att han ansåg att denna kännetecknades av att den debatterar samhällsproblem. År 1876 utnämnde Leffler i sin dagbok Brandes till sin favoritförfattare. I samband med utgivningen av novellsamlingen Ur lifvet I lät hon skicka flera noveller till Brandes för att få hans omdöme. Han imponerades av hennes ämnesval, men ansåg att hon refererade snarare än gestaltade i sina berättelser. Han uppmanade Leffler att bli modigare i sina berättelser och "ruska om" publiken ordentligt.
Vid 1880-talets början tog Leffler intryck av Émile Zolas naturalistiska tankar om litteraturen. Av honom inspirerades hon att skriva dramatik som byggde på "sanna analyser av den mänskliga naturen". I ett brev skrev Leffler att Zola "talar alldeles som ur mitt eget hjärta o jag sympatiserar med o går in på allt hvad han säger." Hon höll dock inte med Zola om att litteraturen endast måste skildra "det usla". Bland övriga influenser finns den brittiske författaren Charles Reade (influerade Skådespelerskan) och William Shakespeares Romeo och Julia (vars kärleksmotiv influerat En bal i societeten).

### Skönlitteratur
- Händelsevis : trenne teckningar. Stockholm: Hæggströms förlagsexp. 1869. Libris 1581525. http://litteraturbanken.se/#!forfattare/LefflerAC/titlar/Handelsevis/info/etext
- Pastorsadjunkten : skådespel i tre akter. Stockholm: F. & G. Beijer. 1876. Libris 1596451. https://runeberg.org/pastorsadj/ Faksimil: Litteraturbanken
- Ur lifvet. Samling 1, En bal i "societeten" ; En stor man ; En triumf ; Dömd ; Doktorns hustru ; Sesam öppna dig! ; Tvifvel. Stockholm: Hæggström. 1882. Libris 650387. https://runeberg.org/urlifvet/1/ – Översatt till danska, nederländska och tyska. Nya upplagor 1902 och 1905.
- Ur lifvet. Samling 2, Aurore Bunge ; "Barnet" ; Ett bröllop ; I krig med samhället. Stockholm: Z. Hæggström. 1883. Libris 22698067. http://hdl.handle.net/2077/56479 Faksimil: Litteraturbanken – Översatt till nederländska, tyska och delvis till italienska. Ny upplaga 1916.
- Ur lifvet. Samling 3. Häfte 1, Kvinlighet och erotik ; Gusten får pastoratet. Stockholm: Z. Hæggström. 1883. Libris 17062588. http://hdl.handle.net/2077/56480 Faksimil: Litteraturbanken – Hela samlingen översatt till nederländska och tyska samt Kvinnlighet och erotik även till engelska. Kvinnlighet och erotik utkom i ny upplaga 2009.
- Elfvan : skådespel i tre akter. Stockholm. 1883. Libris 2150408. https://runeberg.org/aclelfvan/ Faksimil Litteraturbanken
- En räddande ängel : [manuskript]. 1883. https://litteraturbanken.se/f%C3%B6rfattare/LefflerAC/titlar/EnR%C3%A4ddandeEngelMS/sida/1/faksimil - Handskrift. Kungl. Dramatiska Teatern.
  -  En räddande ängel : renskrift från manuskript. Stockholm: Dramawebben. https://litteraturbanken.se/f%C3%B6rfattare/LefflerAC/titlar/EnR%C3%A4ddandeEngelMSRenskrift/sida/1/faksimil
- Sanna kvinnor : skådespel i tre akter. Stockholm: Hæggström. 1883. Libris 1205390. https://runeberg.org/sannakvinn/ Fulltext Litteraturbanken; Faksimil Litteraturbanken – Översatt till danska och engelska.
- Skådespelerskan : dramatisk teckning i två akter ; Under toffeln : komedi i två akter. Stockholm: Hæggström. 1883. Libris 1253278. https://runeberg.org/skdespeler/ Faksimil: Litteraturbanken – Ny upplaga 2008.
- Hur man gör godt : skådespel i fyra akter. Stockholm: Haeggström. 1885. Libris 1205383. https://runeberg.org/hurmangor/ Faksimil: Litteraturbanken – Översatt till danska och tyska.
- Ur lifvet. Band 4:1, En sommarsaga. Stockholm: Z. Haeggström. 1886. Libris 20794551. https://litteraturbanken.se/f%C3%B6rfattare/LefflerAC/titlar/UrLifvet4_1/sida/6/faksimil/?om-boken
- Ur lifvet. Band 4:2, En sommarsaga. Stockholm: Z. Haeggström. 1886. Libris 20794554. https://litteraturbanken.se/f%C3%B6rfattare/LefflerAC/titlar/UrLifvet4_2/sida/6/faksimil/?om-boken
- Kampen för lyckan : två paralleldramer / af K. L.. Stockholm. 1887. Libris 1205391. https://runeberg.org/aclkfl/ – Medförfattare: Sonja Kovalevsky.
- Ur lifvet. Samling 3. H. 2, Gamla jungfrun ; I fattigstugan ; En brödkaka ; Moster Malvina ; Gråtande Venus. Stockholm: Z. Hæggström. 1889. Libris 14738832. http://hdl.handle.net/2077/56204 Faksimil: Litteraturbanken – Översatt till danska och nederländska samt vissa noveller även till italienska och tyska.
- Ur lifvet. Samling 5, Kvinnlighet och erotik, 2. Stockholm: Z. Hæggström. 1890. Libris 650385. http://hdl.handle.net/2077/57809 Faksimil: Litteraturbanken – Översatt till danska, nederländska och tyska. Ny upplaga 2009.
- Ur lifvet. Samling 5, Efterskrift till Kvinnlighet och erotik, 2. Stockholm: Z. Hæggström. 1890. Libris 7hrq4gcn5jdnh4cn. http://hdl.handle.net/2077/58356 Faksimil: Litteraturbanken
- Tre komedier. Stockholm: Bonnier. 1891. Libris 1205385. https://runeberg.org/trekomedi/ – Innehåll:
  - Den kärleken. – Översatt till danska. Ny upplaga 1892. Faksimil: Litteraturbanken
  - Familjelycka. – Översatt till danska. Ny upplaga 1892 och 2007. Faksimil: Litteraturbanken
  - Moster Malvina. – Översatt till danska och italienska. Ny upplaga 1892. Faksimil: Litteraturbanken
- Efterlämnade skrifter. 1, Sanningens vägar ; Napolitanska bilder. Stockholm: Bonnier. 1893. Libris 649789. https://runeberg.org/efterlamna/1/ – Innehåll: Sanningens vägar. Sagospel ; Napolitanska bilder: Ett mirakel. – Lifvets och Dödens källor. – En vinterdag i Napoli. – Julen i Napoli. – Snöfall i Napoli. – Allegria. – Sommarlif i Italien ; När il signor Duca besöker sin landtegendom ; En ammas historia.
- Efterlämnade skrifter. 2, Ur lifvet : (sista samlingen). Stockholm: Bonnier. 1893. Libris 649790. https://runeberg.org/efterlamna/2/ – Innehåll: Trång horisont ; Resa utrikes ; Giftermål af tycke ; Utomkring äktenskapet ; Ett underverk ; Jämlikhet. Faksimil: Litteraturbanken

### Varia
- Sonja Kovalevsky: hvad jag upplefvat tillsammans med henne och hvad hon berättat mig om sig själfe. Stockholm: Bonnier. 1892. Libris k32bmnwch338xx0w Fulltext: Litteraturbanken, Göteborgs universitetsbibliotek. – Översatt till danska, engelska, franska, nederländska, ryska och tyska. Ny upplaga 2010.
- En självbiografi, grundad på dagböcker och brev. Stockholm: Bonnier. 1922. Libris 81424

### Samlade upplagor och urval
- Ur livet. Stockholm: Bonnier. 1950. Libris 1410150 – i urval av Per Erik Wahlund.
- Synd: noveller av det moderna genombrottets kvinnor. Stockholm: Ordfront. 1993. Libris 7634352. ISBN 91-7324-425-2 – Innehåller författarens Aurora Bunge (fulltext: Litteraturbanken) ursprungligen publicerad i Ur lifvet. Band 2. 1883.
- Jämlikhet: noveller. Stockholm: Atlas. 2010. Libris 11942347. ISBN 978-91-7437-082-9
- I krig med samhället och andra texter. Årsta: Rosenlarv. 2013. Libris 13620648. ISBN 978-91-980761-0-3 – i urval av Claudia Lindén